# Laura Perrudin
Laura Perrudin (Rennes, 1990) es una música, cantante, compositora, productora y autora francesa. Es la primera música en el mundo que toca el arpa cromática eléctrica, un instrumento creado especialmente para ella.

## Biografía
Nació en Rennes y creció en una familia melómana. Comenzó a tocar el arpa celta cuando ingresó en el Conservatorio de Rennes a los ocho años, donde luego estudió arpa clásica durante diez años. También cursó clases de jazz en el Conservatorio de Saint Brieuc. Pronto se vio limitada por este único instrumento para interpretar la música que le gusta. De forma autodidacta, se familiarizó con el canto y el piano y empezó a crear música electrónica con samples. Más tarde, conoció al lutier Philippe Volant, que le creó a medida un arpa cromática y eléctrica, un instrumento único en el mundo.

## Carrera musical
Fuertemente inspirada por las nuevas tecnologías y las nuevas formas de composición musical, Laura Perrudin mezcla muchas influencias del jazz, de la música electrónica, el soul, el hip-hop y el pop con una nueva forma de folk experimental. Es una de las pioneras del arpa cromática de cuerda y la primera propietaria de un arpa cromática eléctrica, a la cual combina el uso de una  computadora portátil, un looper mutlipistas o unidades de efectos.
En 2015, apareció su primer álbum Impressions, donde rindió homenaje a la poesía inglesa y compuso sus melodías en torno a los poemas de Edgar Allan Poe, William Butler Yeats, Oscar Wilde, James Joyce o William Shakespeare.
Laura Perrudin ha actuado en lugares y festivales tales que el Winter Jazz Festival de Nueva York, el Barbican Centre de Londres, Le Trianon de París, el Festival de Jazz de Montreux, Jazz en Viena o el New Morning, así como en Alemania, Irlanda, Países Bajos, Ucrania, Italia, Eslovaquia, Brasil, China y Taiwán. También ha sido telonera de Wayne Shorter, Zucchero, John Scofield, Joe Lovano, Gretchen Parlato, Nakhane Touré, Kellylee Evans e Ibrahim Maalouf. Actuó en los Transmusicales de Rennes en 2017.
Un segundo álbum Poisons & Antidotes fue lanzado en septiembre de 2017. Este nuevo trabajo fue grabado en su casa de París, mezclado por Jérémy Rouault en Bretaña y masterizado en el estudio Greenhouse de Reykjavik por Valgeir Sigurðsson, conocido sobre todo por su trabajo con los músicos Camille, Damon Albarn, Björk o Feist. Este álbum es especial en el sentido de que todos los sonidos que se escuchan han sido producidos con el arpa cromática eléctrica y la voz de Laura Perrudin.
Su tercer álbum apareció el 11 de diciembre de 2020, donde trata la caza de brujas que sufrieron las mujeres artistas durante el Renacimiento. Con la ayuda de varios músicos, entre ellos, Philippe Katerine (en el tema Push Me) y Becca Stevens (en The W Word, que tuvo un videoclip), los temas están compuestos en francés e inglés e incluso en bretón con la ayuda del rapero Krismenn. Mezclando acústico y efectos electrónicos, consiguió sorprender al público con su estilo que mezcla coros y la voz principal.

## Discografía
- 2015 - Impressions. (Volatine)[12]
- 2017 - Poison & antidotes. (Volatine)
- 2020 - Perspective & Avatars. (Volatine)

## Premios
- 2013 : Premio Tremplin national Jazz en Vannes, Morbihan
- 2013 : Premio de composición en el Concurso nacional de Jazz de La Défense, París
- 2014 : 2.º premio de la Montreux International Voice Competition. Festival de Jazz de Montreux, Suiza
- 2014 : Premio de ayuda a la profesionalización. Festival Jazz en Saint-Germain-de los-Prados París, París
- 2017 : Premio Talento ADAMI